# 李光前將軍廟
李光前將軍廟，位於中華民國福建省金門縣金寧鄉的一座道教寺廟，主祀古寧頭戰役中陣亡的國民革命軍軍官李光前。

## 歷史
1949年10月25日古寧頭戰役爆發，十九軍第十四師四十二團中校團長李光前等在反擊解放軍時陣亡，而李光前陣亡後，中華民國國軍追贈為上校，當地居民於每年在其忌日附近的農曆9月8日祭祀該戰役陣亡官兵。1953年居民在李光前陣亡處立碑紀念。1971年時正式建廟祭祀，當時稱為「軍府萬興公廟」或「軍府爺廟」。1976年李光前又追贈為少將，擴建時改為現名，1999年改建為今貌。2013年追晉為中將。

## 外部連結
- 臺灣大百科全書  李光前將軍廟 （页面存档备份，存于）
- 行政院農業委員農業易遊網介紹李光前將軍廟